# Tibetaans braille
Tibetaans braille is een braillesysteem voor de Tibetaanse taal en is in 1992 bedacht door de Duitse sociaal werkster Sabriye Tenberken. Het is los gebaseerd op Latijns braille, hoewel het afwijkt van het verenigde internationale braille in een aantal van de toewijzingen van letters.
Het Tibetaans schrift, waarop het braillesysteem gebaseerd is, heeft een complexe structuur die weerspiegeld wordt in Tibetaans braille. Tibetaans braille transcribeert lettergrepen zoals ze worden geschreven, niet zoals ze worden uitgesproken, in een logisch-fonetische volgorde:
prefixmedeklinker, bovenschriftmedeklinker, hoofdmedeklinker, onderschriftmedeklinker, klinker, suffixmedeklinker(s),
De korte klinker "a" is inherent aan de hoofdmedeklinkers in beide schriften en worden alleen expliciet aangegeven indien het de eerste lettergreep is. Er is ook een tweede speciale braillevorm gespecificeerd voor medeklinkers die gebruikt worden in bovenschrift/onderschrift posities - wa, ya, ra, la, em sa.

## Overzicht van Tibetaans braille
| Medeklinkers | ka | kh | g | ng | ca | cha | ja | nya |
| ------------ | -- | -- | - | -- | -- | --- | -- | --- |
| Tibetaans    | ཀ  | ཁ  | ག | ང  | ཅ  | ཆ   | ཇ  | ཉ   |
| Braille      |    |    |   |    |    |     |    |     |

| Medeklinkers | ta | tha | da | na | pa | pha | ba | ma |
| ------------ | -- | --- | -- | -- | -- | --- | -- | -- |
| Tibetaans    | ཏ  | ཐ   | ད  | ན  | པ  | ཕ   | བ  | མ  |
| Braille      |    |     |    |    |    |     |    |    |

| Medeklinkers | tsa | tsha | dza | zha | za | 'a | sha | ha | a |
| ------------ | --- | ---- | --- | --- | -- | -- | --- | -- | - |
| Tibetaans    | ཙ   | ཚ    | ཛ   | ཞ   | ཟ  | འ  | ཤ   | ཧ  | ཨ |
| Braille      |     |      |     |     |    |    |     |    |   |

| Medeklinkers | Medeklinkers     | wa | ya | ra | la | sa |
| ------------ | ---------------- | -- | -- | -- | -- | -- |
| Tibetaans    | Tibetaans        | ཝ  | ཡ  | ར  | ལ  | ས  |
| Braille      | Hoofdmedeklinker |    |    |    |    |    |
| Braille      | bovenschrift     | -  | -  |    |    |    |
| Braille      | onderschrift     |    |    |    |    | -  |

| Klinkertekens               | i | u | e | o |
| --------------------------- | - | - | - | - |
| Tibetaans (op basis van ཨ ) | ཨི | ཨུ | ཨེ | ཨོ |
| Braille                     |   |   |   |   |